# إرنست كريستيان يوليوس شيرينغ
إرنست كريستيان فريدريش شيرينغ (بالألمانية: Ernst Christian Julius Schering) (ولد 31 أيار 1824 – توفي 2 تشرين الثاني 1897) هو رياضياتي ألماني.

## السيرة الذاتية
حصل على شهادة الدكتوراه من جامعة جورج أوغست في غوتنغن في عام 1857. وقد كان محررا لمقالات كارل فريدريش غاوس.
توفي في 2 تشرين الثاني 1897 في غوتنغن.